# Rebecca Solnit
Rebecca Solnit, född 24 juni 1961 i Novato i Kalifornien, är en amerikansk författare, journalist och essäist. Hon är bosatt i  San Francisco i Kalifornien. Solnit studerade journalistik vid University of California, Berkeley, och har varit författare sedan 1988.
Solnit har varit politiskt engagerad sedan 1980-talet. Hennes arbete med Western Shoshone Defense Project i början av 1990-talet beskrivs i boken Savage Dreams. Hon har engagerat sig i fredsrörelsen, mot kärnvapen, och mot klimatförändringar, genom bland annat 350.org och Sierra Club. Hon har också engagerat sig i arbetet för kvinnors rättigheter, särskilt våld mot kvinnor. Hennes bok Men explain things to me har beskrivits som källan till ordet mansplaining.